# Most kolejowy w Nowej Cerekwi
Most kolejowy w Nowej Cerekwi – zabytkowy most kolejowy nad doliną rzeki Troi, we wschodnim krańcu wsi Nowa Cerekwia, w województwie opolskim, w Polsce. Został wybudowany w 1907 roku w ramach budowy linii kolejowej z Baborowa do Opawy (otwartej w 1909 roku). Ruch osobowy na odcinku linii przebiegającym przez most został wstrzymany w 1991 roku, a towarowy w roku 1992. Ostatni pociąg przejechał przez most w 1996 roku. W 2016 roku obiekt został wpisany do rejestru zabytków.

## Historia
Most został wybudowany w 1907 roku w ramach budowy linii kolejowej z Baborowa do Opawy. Dolina rzeki Troi była największą przeszkodą terenową, na jaką napotkano podczas budowy tej linii, a powstały w tym miejscu most jest najbardziej monumentalną budowlą całego odcinka. Obiekt zaczął być eksploatowany wraz z otwarciem linii kolejowej, co nastąpiło 2 sierpnia 1909 roku.
Po II wojnie światowej Nowa Cerekwia znalazła się w granicach Polski, a zarząd nad biegnącą tędy linią kolejową przejęło PKP. Po wojnie zlikwidowano odcinek graniczny pomiędzy Opawą, a Pilszczem, stąd linia przebiegała już tylko od Baborowa do Pilszcza. W wyniku działań wojennych most w Nowej Cerekwi wymagał remontu i pełny ruch osobowy oraz towarowy na odcinku Baborów – Pilszcz przywrócono 5 października 1947 roku.
Ruch osobowy na linii kolejowej nr 325 z Baborowa do Pilszcza był prowadzony do 1 października 1991 roku. Ruch towarowy na tym odcinku zawieszono 15 grudnia 1992 roku. Od tego czasu linią przejechały już tylko dwa pociągi specjalne (20 maja 1995 roku i 3 czerwca 1996 roku), po czym ruch kolejowy na tej linii całkowicie zamarł. Od tego czasu linia wyniszczała i zarosła dziką roślinnością. W 2010 roku pojawiły się informacje o planowanej likwidacji infrastruktury kolejowej na tej linii, w tym o możliwej rozbiórce mostu w Nowej Cerekwi. Wzbudziło to protesty okolicznych mieszkańców i miłośników kolei. 12 maja 2016 roku most został wpisany do rejestru zabytków.

## Charakterystyka
Most przebiega nad doliną rzeki Troi, pod mostem przebiega także droga wojewódzka nr 416. Przez most biegnie nieczynna, jednotorowa linia kolejowa nr 325. Tor ułożony jest na mostownicach.  Długość mostu wynosi 116,9 m, a jego wysokość od lustra wody w Troi to 21,5 m. Jest to most trójprzęsłowy, o konstrukcji stalowej, nitowany, z łukowymi kratownicami w strefie dolnej. Wspiera się on na dwóch kamienno-ceglanych filarach. Trzecie przęsło mostu (południowe) nie przebiega w linii prostej, ale ma kształt łuku.